# Chao ji xue xiao ba wang
Chao ji xue xiao ba wang è un film del 1993 diretto da Wong Jing ed ispirato alla serie di videogiochi Street Fighter.
Si tratta del secondo film live action con personaggi della serie Street Fighter (il primo è City Hunter - Il film, interpretato da Jackie Chan e diretto dallo stesso Wong Jing) ma venne rilasciato sei prima del precedente. L'anno seguente sarà poi realizzato Street Fighter - Sfida finale, il film ufficiale tratto dalla serie.
Sebbene la maggioranza dei personaggi provengono dal franchise di Street Fighter, alcuni personaggi sono basati sui personaggi degli anime cher erano molto popolari ad Hong Kong all'epoca, come Doraemon e Dragon Ball.